# Андрес Пуустусмаа
Андрес Пуустусмаа (ест. Andres Puustusmaa, 19 липня 1971, Таллінн) — естонський актор, режисер, сценарист.

## Біографія
Закінчив акторський факультет Талліннської державної консерваторії (1994, нині — Естонська академія музики й театру), потім — Вищі курси сценаристів і режисерів у Москві (майстер — Володимир Наумов).

### Особисте життя
Одружений. Є син Олександр.

## Фільмографія

### Актор
- 1993 Свічки в темряві — Максиміліан Шелл
- 1997 Всі мої Леніни — Харді Волмер
- 1999 Негідник — Валентин Куйк
- 2002 Фердинанд — Андрі Лууп
- 2007 18-14 — професор Гауеншільд
- 2009 Спокуса святого Тину — Вейко Иунпуу
- 2011 Крисоловка
- 2011 Білий пісок

### Режисер
- 2005 Забійна сила 6 (серії «Добрі наміри», «Право на захист», «Цар звірів»)
- 2007 18-14
- 2008 Червона перлина кохання
- 2008 Чарівник
- 2010 Червона ртуть
- 2010 Ми з майбутнього 2 (колективний проект)
- 2011 Крисоловка
- 2011 Білий пісок
- 2011 Безприданниця